# Penetration

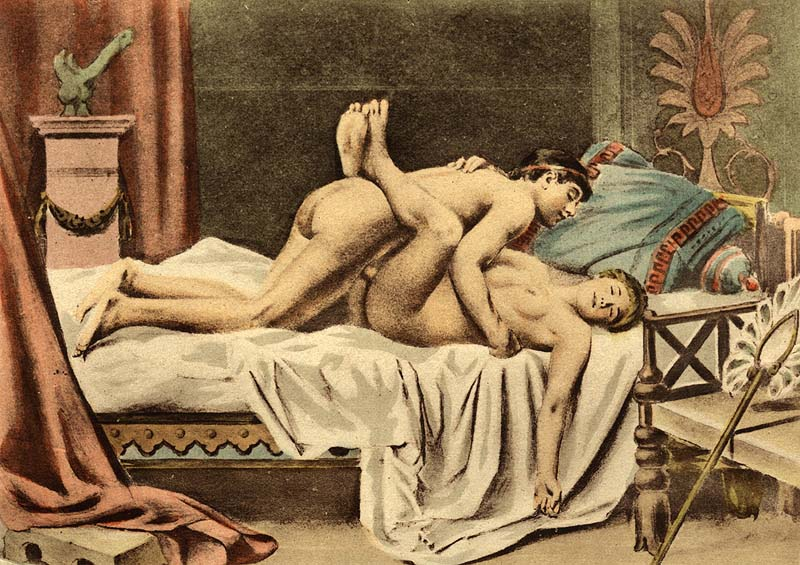
Vaginal penetration i missionärsställningen, målad av Édouard-Henri Avril.

Sexuell penetration (eller penetrering) är när något – ofta penis, fingrar, dildo eller annat föremål – förs in i någon kroppsöppning, såsom när penis förs in i slidan. Ordet används oftast vid sexuell penetration av vagina eller analöppning, men även munnen kan penetreras. Ett annat ord, som utgår från den penetrerades perspektiv, är omslutande sex.
Penetrationen anses ofta vara den centrala eller avslutande delen av ett samlag. Vaginal penetration är oftast en förutsättning för sexuell befruktning, men i alla andra typer av sexuella situationer är sexuell penetration bara en av många möjligheter. Penetration är en högst intim aktivitet som stimulerar en mans penis, särskilt ollonet, medan en kvinnas klitorisollon – beroende på samlagsställning – får mindre direkt stimulans genom penetration.
Vid sexuella övergrepp räknas penetrering som mycket allvarligare än till exempel smekande eller uppvisande av sexuellt associerade organ, sexleksaker eller annat som kan associeras till sex.

## Allmän betydelse
Många saker kan penetreras. Ordet penetration kommer från latinets penetratio ('genomträngande' eller 'inträngande'). Ordet används ofta i överförd betydelse, bland annat om ett ämne som kan penetreras (tillräckligt).